# Henry François Vernillat
Henri François Vernillat est un général français né le 21 mars 1884 à Dijon, et mort le 26 juin 1949 à Paris.

## Biographie
Vernillat étudie à l'École spéciale militaire de Saint-Cyr et fait partie de la promotion de 1905, N°88 de La Tour-d'Auvergne.
En 1933, il entre au centre des Hautes Études Militaires. En 1936, il commande la 43e DI. De 1936 à 1937, il devient professeur au centre des Hautes Études de la Défense Nationale. En 1938, il commande la 6e région militaire. De 1939 à 1940, il commande la 43e DI.
De 1940 à 1945, il est prisonnier de guerre.